# Service star
Ne doit pas être confondu avec Battlestar, Silver Star (médaille) ou Bronze Star.

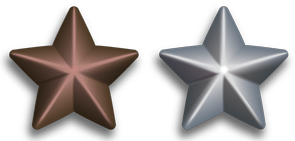
Bronze et silver service star.

Une service star (« étoile de service ») est une récompense en métal de la forme d'une étoile portée par les membres des sept services fédéraux en uniforme sur les médailles et rubans émis par ces services des États-Unis pour désigner des récompenses particulières ou des périodes de service supplémentaires.
Selon la manière dont elle est utilisée, elle peut être appelée étoile de campagne (« campaign star ») ou étoile de bataille (« battle star »).
Une étoile argentée représente 5 étoiles de bronze. Elles sont disposées sur un ruban, qui compte lui-même pour une récompense additionnelle (il n'y a donc pas d'étoile sur le ruban pour une première décoration).
Elle peut être délivrée à des unités.

## Service stars

### Médailles expéditionnaires
Les étoiles de service sont autorisées pour ces médailles expéditionnaires des États-Unis.:
- Armed Forces Expeditionary Medal
- Navy Expeditionary Medal
- Marine Corps Expeditionary Medal
- Global War on Terrorism Expeditionary Medal (GWOT-EM) à compter du 9 février 2015, rétroactivement au 11 septembre 2001[1]. Chaque étoile représente un déploiement à l'appui d'une opération GWOT approuvée. Quatre étoiles de service en bronze sont autorisées pour cinq opérations de déploiement approuvées (une seule GWOT-EM est décernée pour chaque opération). Les cinq opérations approuvées par GWOT-EM par dates inclusives sont[1] :

Enduring Freedom: 11 septembre 2001 - à déterminer
Iraqi Freedom: 19 mars 2003 - 31 août 2010
Nomad Shadow: 05 novembre 2007 - à déterminer
New Dawn: 01 septembre 2010 - 31 décembre 2011
Inherent Resolve: 15 juin 2014 - à déterminer

### Service medals
Les étoiles de service sont autorisées pour désigner des récompenses supplémentaires pour ces médailles de service des États-Unis :
- Prisoner of War Medal
- National Defense Service Medal
- Humanitarian Service Medal
- Air and Space Campaign Medal
- Armed Forces Service Medal
- Army Sea Duty Ribbon
- Military Outstanding Volunteer Service Medal[2]

Pour la National Defense Service Medal, l'ajout d'étoiles de service en bronze pour indiquer la participation à quatre des conflits de guerre désignés serait indiqué comme suit (la période allant de la fin de l'ère de la guerre de Corée en 1954 au début de l'ère de la guerre mondiale contre le terrorisme en 2001 est de 47 ans, il est donc hautement improbable qu'un individu se qualifie pour les quatre National Defense Service Medals dans chacune des quatre époques) :
Guerre de Corée
Guerre du Vietnam
Guerre du Golfe
Guerre contre le terrorisme
| Première récompense : l'un des quatre conflits suivants |
| Deuxième récompense : deux des quatre conflits          |
| Troisième récompense : trois des quatre conflits        |
| Quatrième récompense : les quatre conflits              |

### Récompenses d'unité
Les étoiles de service sont autorisées pour certaines récompenses d'unité (le ruban de service lui-même indique la première récompense, une étoile de service en bronze étant ajoutée pour indiquer la deuxième récompense et les suivantes. Le cas échéant, une étoile de service en argent est portée au lieu de cinq étoiles de bronze), telles que la :
- Presidential Unit Citation (Navy et Marine Corps)
- Navy Unit Commendation (Navy et Marine Corps)

## Étoiles de la campagne
Les étoiles de campagne (Campaign stars) sont autorisées pour ces médailles de campagne des États-Unis (les étoiles de campagne en bronze et en argent sont portées pour indiquer la participation à une campagne désignée ou à une phase ou période de campagne) :
- World War I Victory Medal
- American Defense Service Medal
- American Campaign Medal
- Asiatic-Pacific Campaign Medal
- European-African-Middle Eastern Campaign Medal
- Korean Service Medal
- Vietnam Service Medal
- Southwest Asia Service Medal*
- Kosovo Campaign Medal
- Afghanistan Campaign Medal
- Iraq Campaign Medal
- Inherent Resolve Campaign Medal

Pour chaque campagne désignée à laquelle il a participé, une étoile est portée sur le ruban. Par exemple, lorsqu'un membre est autorisé à porter la médaille de la campagne d'Irak, l'ajout potentiel d'étoiles de service en bronze et en argent pour les sept phases désignées de la campagne d'Irak serait le suivant,, :
| L'une des sept phases          |
| Deux des sept phases           |
| Trois des sept phases          |
| Quatre des sept phases         |
| Cinq des sept phases           |
| Six des sept phases            |
| Les sept phases de la campagne |

Pour beaucoup de ces récompenses, les étoiles de service sont obtenues par la participation à des " phases de campagne " et toutes les périodes admissibles pour la récompense se situent dans ces phases définies. Dans ces cas, la médaille de campagne ne peut être obtenue seule et doit toujours être portée avec au moins une étoile de campagne.

## Battle stars
Depuis le 26 février 2004, la Global War on Terrorism Expeditionary Medal et la Global War on Terrorism Service Medal (GWOT-SM) sont autorisées à être décernées avec des étoiles de combat de bronze et d'argent pour le personnel qui a participé à des batailles spécifiques au combat dans des circonstances impliquant un grave danger de mort ou de blessure corporelle grave du fait de l'action de l'ennemi,. Cependant, bien que son port soit autorisé, aucune étoile de bataille n'a été approuvée. Seul un commandement de combat peut initier une demande d'étoile de combat, et le président des chefs d'état-major interarmées (Chairman of the Joint Chiefs of Staff - CJCS) est l'autorité d'approbation, qui depuis janvier 2016 a été supprimé par le département de la Défense pour le GWOT-SM.
Une seule attribution de la Global War on Terrorism Expeditionary Medal et une seule attribution de la Global War on Terrorism Service Medal peuvent être autorisées pour un individu. Aucune étoile de service n'a été autorisée pour la  Global War on Terrorism Expeditionary ou une Service Medal jusqu'au 9 février 2015, date à laquelle le département de la Défense a autorisé les étoiles de service pour la Global War on Terrorism Expeditionary Medal rétroactivement au 11 septembre 2001.

## Les étoiles de service et de combat antérieures
Les étoiles de service (parfois appelées étoiles de campagne "campaign stars" ou étoiles de bataille "battle stars") ont également été autorisées pour le service de l'armée : World War I Victory Medal, American Defense Service Medal, American Campaign Medal, European-African-Middle Eastern Campaign Medal, et Asiatic-Pacific Campaign Medal. Le mode de port spécifique et le symbolisme des étoiles variaient d'une médaille à l'autre. Par exemple, une médaille de campagne américaine avec une étoile de service en bronze indiquait que le membre du service avait participé à une campagne anti-sous-marine. Sur d'autres médailles, des étoiles de service en bronze étaient utilisées sur le ruban de service de la médaille pour les récipiendaires des médailles en possession des agrafes de campagne autorisées pour ces médailles.

### Navires de guerre
Historiquement, pendant la Seconde Guerre mondiale et la guerre de Corée, des citations appelées "étoiles de bataille" ("battle stars") ont été décernées aux navires de guerre de la marine américaine pour leur participation méritoire à des combats ou pour avoir subi des dommages dans des conditions de combat. À titre d'exemple, l'USS Enterprise (CV-6) a reçu 20 étoiles de bataille pour son service au combat pendant la Seconde Guerre mondiale, soit plus que tout autre navire américain pendant la Seconde Guerre mondiale. De même, pendant la guerre du Vietnam et après, la Battle Effectiveness Award ("Battle E") a remplacé la réception des "battle stars" pour une efficacité supérieure au combat en lieu et place des opérations de combat.[citation nécessaire]